# Історичні пісні малоруського народу
«Історичні пісні малоруського народу» («Исторические песни Малорусского народа с объяснениями Бл. Антоновича и М. Драгоманова») — збірник, упорядкований та прокоментованого відомими українськими вченими Володимиром Антоновичем та Михайлом Драгомановим. Перший том вийшов у світ у 1874 році, перша частина другого тому — у 1875 році. До першого тому входили пісні часів княжих — X—XV століть, пісні часів козацьких — XV—XVI століть. До другого тому входили козацькі пісні XVII століття — часів Хмельниччини.

## Зміст
Пісенний матеріал був розміщений у чіткій хронологічній послідовності. Перший том цього видання вміщує пісні «віку дружинного й княжого» — щедрівки, величальні колядки, легенди-співомовки, балади. Далі подавалися пісні «віку козацького», часів, що передували національній революції під проводом Б. Хмельницького — думи, балади про козацькі походи на татарські й турецькі володіння, про степову війну.
Другий том, за проектом В. Антоновича і М. Драгоманова, мав продовжувати публікацію козацьких пісень і складатися з двох частин — у першій передбачалося надрукувати пісні про боротьбу українського народу з поляками за часів Хмельниччини, у другій планували вмістити пісні про Гетьманщину від 1657 до 1709 років. Вся підготовча робота до друку цього тому була завершена восени 1874 року. Друга частина другого тому друком не вийшла через закриття Записок Південно-Західного Відділу РІГТ.

## Критика
Російська Академія наук надала праці Уваровську премію. На це видання схвально відгукнулися вітчизняні та західноєвропейські рецензенти. Зокрема, схвальні рецензії опублікували М. Костомаров, О. Котляревський, М. Петров.